# TOKYO BB
TOKYO BB（トーキョービービー）は、2019年10月4日から2020年2月21日まで、U-NEXTおよびBSスカパー!で配信・放送されたオートバイ専門の番組・バラエティ番組である。

## 概要
アメリカンバイクを取り扱った硬派バイク番組で、『TOKYO BB』の“BB”は「BIKE BAKA」の略。
矢作兼（おぎやはぎ）がレギュラー出演し、多くの「バイクバカ」をゲストに迎えてマニアックなバイクの世界を紹介した。

## 放送リスト
U-NEXTの配信時間は毎週更新の30分であるのに対して、BSスカパー!は隔週放送でU-NEXTでの2回分をまとめて放送するため60分間の放送となっていた。下記の表においては、U-NEXTでの配信は『第○回』と、BSスカパー!での放送は『♯○』と便宜上表記するものとする。例えば、BSスカパー!での『♯1』では、U-NEXTにおける『第1回』と『第2回』をまとめて放送する形を取っていた。
初回配信・放送（U-NEXTにおける『第1回』、BSスカパー!における『♯1』）は無料となっていた（U-NEXTの定額制プラン、スカパー!の各種チャンネルに未加入でも視聴が可能）。
| 回 | ♯  | 年     | 配信開始日 | 初回放送日 | ゲスト                                                                                              |
| -- | -- | ------ | ---------- | ---------- | --------------------------------------------------------------------------------------------------- |
| 1  | 1  | 2019年 | 10月4日    | 10月11日   | なし                                                                                                |
| 2  | 1  | 2019年 | 10月11日   | 10月11日   | なし                                                                                                |
| 3  | 2  | 2019年 | 10月18日   | 10月25日   | 安藤なつ（メイプル超合金）                                                                          |
| 4  | 2  | 2019年 | 10月25日   | 10月25日   | 安藤なつ（メイプル超合金）                                                                          |
| 5  | 3  | 2019年 | 11月1日    | 11月8日    | カンニング竹山                                                                                      |
| 6  | 3  | 2019年 | 11月8日    | 11月8日    | カンニング竹山                                                                                      |
| 7  | 4  | 2019年 | 11月11日   | 11月22日   | 井戸田潤（スピードワゴン） 安藤なつ（メイプル超合金） ノッチ（デンジャラス） 小峠英二（バイきんぐ） |
| 8  | 4  | 2019年 | 11月22日   | 11月22日   | クロちゃん（安田大サーカス）                                                                        |
| 9  | 5  | 2019年 | 11月29日   | 12月6日    | 井戸田潤（スピードワゴン） 安藤なつ（メイプル超合金） ノッチ（デンジャラス） 小峠英二（バイきんぐ） |
| 10 | 5  | 2019年 | 12月6日    | 12月6日    | 井戸田潤（スピードワゴン） 安藤なつ（メイプル超合金） ノッチ（デンジャラス） 小峠英二（バイきんぐ） |
| 11 | 6  | 2019年 | 12月13日   | 12月20日   | 木下ほうか 福田彩乃 阿佐ヶ谷姉妹                                                                    |
| 12 | 6  | 2019年 | 12月20日   | 12月20日   | 木下ほうか 福田彩乃 阿佐ヶ谷姉妹                                                                    |
| 13 | 7  | 2020年 | 1月3日     | 1月10日    | 木下ほうか 福田彩乃 阿佐ヶ谷姉妹                                                                    |
| 14 | 7  | 2020年 | 1月10日    | 1月10日    | 木下ほうか 福田彩乃 阿佐ヶ谷姉妹                                                                    |
| 15 | 8  | 2020年 | 1月17日    | 1月24日    | なし                                                                                                |
| 16 | 8  | 2020年 | 1月24日    | 1月24日    | なし                                                                                                |
| 17 | 9  | 2020年 | 1月31日    | 2月7日     | なし                                                                                                |
| 18 | 9  | 2020年 | 2月7日     | 2月7日     | なし                                                                                                |
| 19 | 10 | 2020年 | 2月14日    | 2月21日    | なし                                                                                                |
| 20 | 10 | 2020年 | 2月21日    | 2月21日    | なし                                                                                                |

## スタッフ
- 出演 - 矢作兼
- ナビゲーター - 濱バイク、マッコイ斎藤
- 構成 - 小川浩之、佐藤俊明
- アドバイザー - 濱本壮（SPICE MOTORCYCLES 代表）
- ナレーター - いわいのふ健、アイクぬわら
- テーマソング - Mr.FanTastiC『ウィスキーハロウィン』（ポニーキャニオン）
- カメラ - 真田光、福永遼太
- 音声 - 鈴木卓也
- 音効 - 石見知哉
- 編集 - 小笠原一登
- MA - 大脇唯矢、坪井翔太
- 協力 - FINDERS、Side By Sloth、GLink Studio、RATS ほか
- デスク - 武田敦子
- AD - 井宮権人、家次忠昭
- AP - 石川友理子
- 逃げ猿 - 三井知人
- ディレクター - 木村岳大
- プロデューサー - 鈴木寿裕、阿部さちよ
- 製作委員会
  - U-NEXT - 木下尚、石村幸司、須賀崇仁、中原徹也
  - スカパー! - 三上武典、植田恭輔、高橋正秀、加藤冠
  - ポニーキャニオン - 河西進
- 企画 - マッコイ斎藤
- 制作協力 - SPICE MOTORCYCLES
- 制作 - SHO-GUN
- 製作著作 - 2019 TOKYO BB製作委員会